# Lotononis pseudodelicata
Lotononis pseudodelicata là một loài thực vật có hoa trong họ Đậu. Loài này được (Torre) Polhill miêu tả khoa học đầu tiên.